# Nationalpark La Amistad
Der Nationalpark La Amistad (spanisch Parque Internacional La Amistad) befindet sich in der Grenzregion zwischen den Ländern Costa Rica und Panamá. Etwa 199.000 Hektar des Parks liegen in Costa Rica, 207.000 Hektar in Panamá. Die höchste Erhebung im Nationalpark ist der 3549 m hohe Cerro Kamuk.
Der Nationalpark besteht zum größten Teil aus Regen- und Nebelwald. Im Bereich des Parks wurden bislang über 3000 Pflanzenarten nachgewiesen. Der Park bietet Lebensraum für 600 Vogelarten, mehr als 300 Arten von Amphibien und Reptilien und 120 Fischarten. Er beherbergt über 600 verschiedene Orchideen.
Der Park entstand aufgrund einer gemeinsamen Absichtserklärung der beiden Präsidenten von Costa Rica und Panama im Jahr 1979. Der costa-ricanische Teil des Parkes wurde 1982 als UNESCO-Biosphärenreservat gegründet und 1983 zusammen mit Gebieten in der angrenzenden Talamanca-Bergkette in die Liste des UNESCO-Welterbes aufgenommen. Der panamesische Teil entstand 1988 und wurde 1990 als Erweiterung mit in den Welterbestatus aufgenommen.

## Bildergalerie

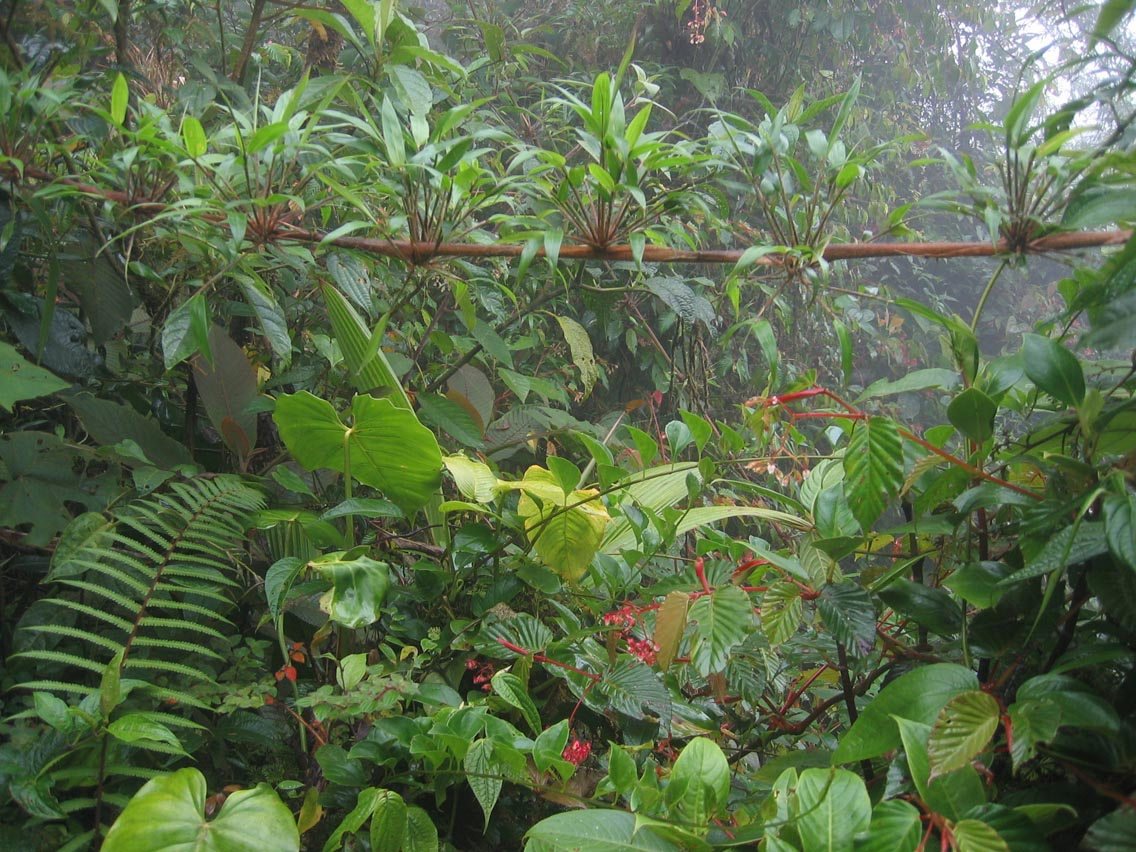
La Amistad
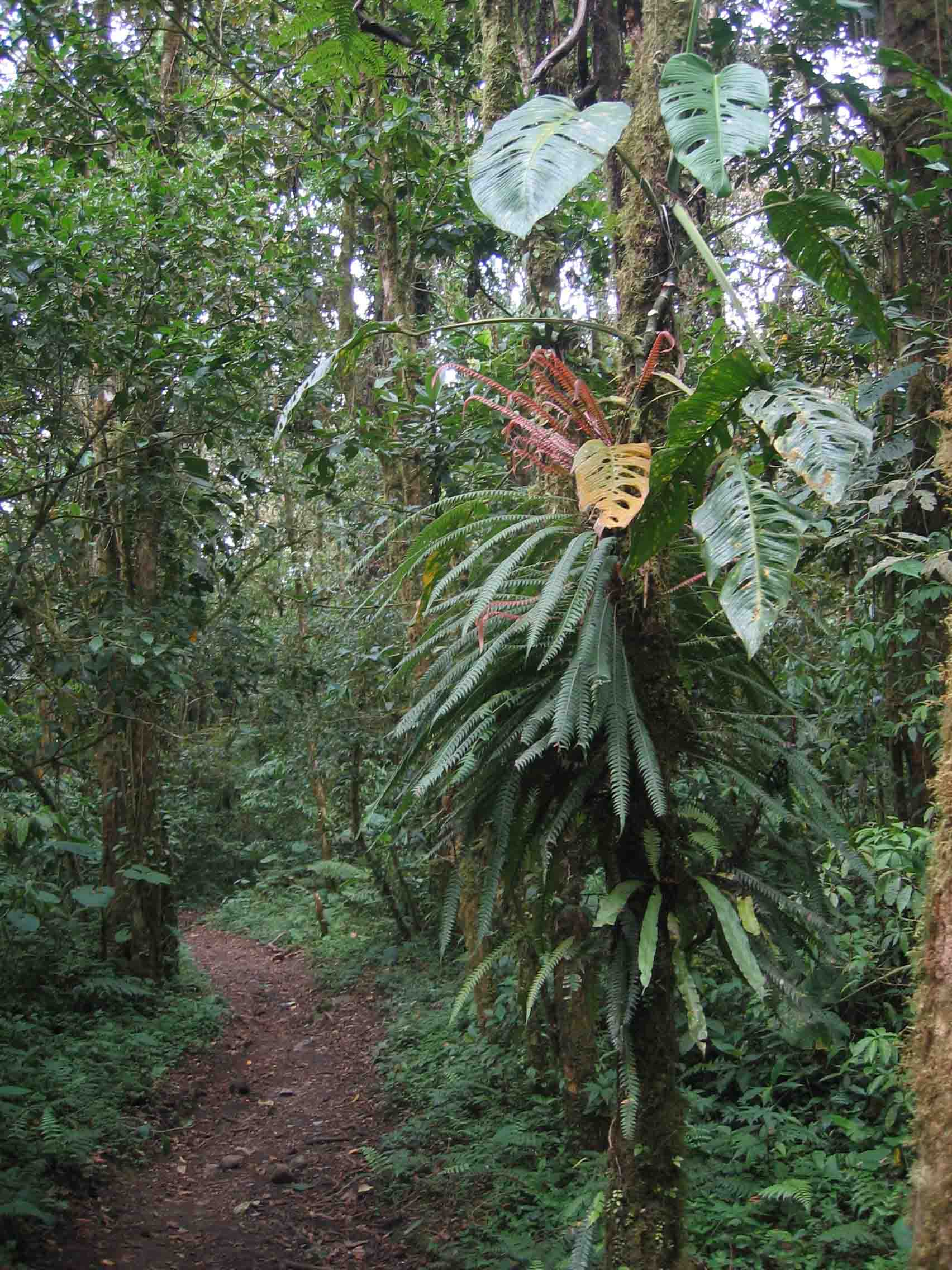
Dschungelweg